# Parafia św. Rocha w Poznaniu
Parafia pw. Świętego Rocha w Poznaniu – parafia rzymskokatolicka znajdująca się w archidiecezji poznańskiej w dekanacie Poznań-Nowe Miasto. Erygowana w 1628. Mieści się przy ulicy św. Rocha.

## Terytorium
- Poznań:
  - ulice: Jana Pawła II (strona zachodnia), Kórnicka, Łucznicza, Na Miasteczku, Piłsudskiego (nr 1-4), Piotrowo, Przystań, Serafitek, Święty Roch, Weteranów, Zamenhoffa (nr 63).
  - osiedla: Jagiellońskie, Oświecenia (nr. do 56)

## Miejsca kultu
- kościół pw. św. Rocha w Poznaniu - kościół parafialny, sanktuarium bł. Sancji Szymkowiak
- kaplica w centrum parafialnym,
- kaplica pw. NMP Bolesnej w domu zakonnym sióstr serafitek.

## Proboszczowie
- 1937-1942 ks. Czesław Heyducki,
- 1945 ks. Tomasz Malepszy,
- 1945-1962 ks. Szczepan Czemplik,
- 1962-1974 ks. Stanisław Bielski,
- 1974-1975 ks. Zbigniew Gmerek,
- 1975-1992 ks. Stefan Schudy,
- 1992-2003 ks. Eugeniusz Antkowiak,
- 2003-2013 ks. Mateusz Misiak,
- od 2013 ks. Piotr Garstecki[2].